# ۵۱۴ (پیش از میلاد)
دهه ۵۱۰ (پیش از میلاد) ۵۱مین دهه قبل از مبدا شروع تقویم میلادی است.

## رویدادها
- ۵ آوریل - بوغابیش (بگابیش) ژنرال پارسی با ۸۱ هزار سرباز اقوام غیر متمدن را از نزدیکی قلمرو ایران راند. بوغابیش ۱۷ روز پس از نوروز، عبور از دریای مرمره را آغاز کرد تا اروپای جنوب شرقی را بگیرد. داریوش بزرگ در آن زمان در شمال شرقی ایران بود و بوغابیش را مامور آن سوی مرزهای شمال غربی کشور کرده بود.